# Begijnhof Hasselt

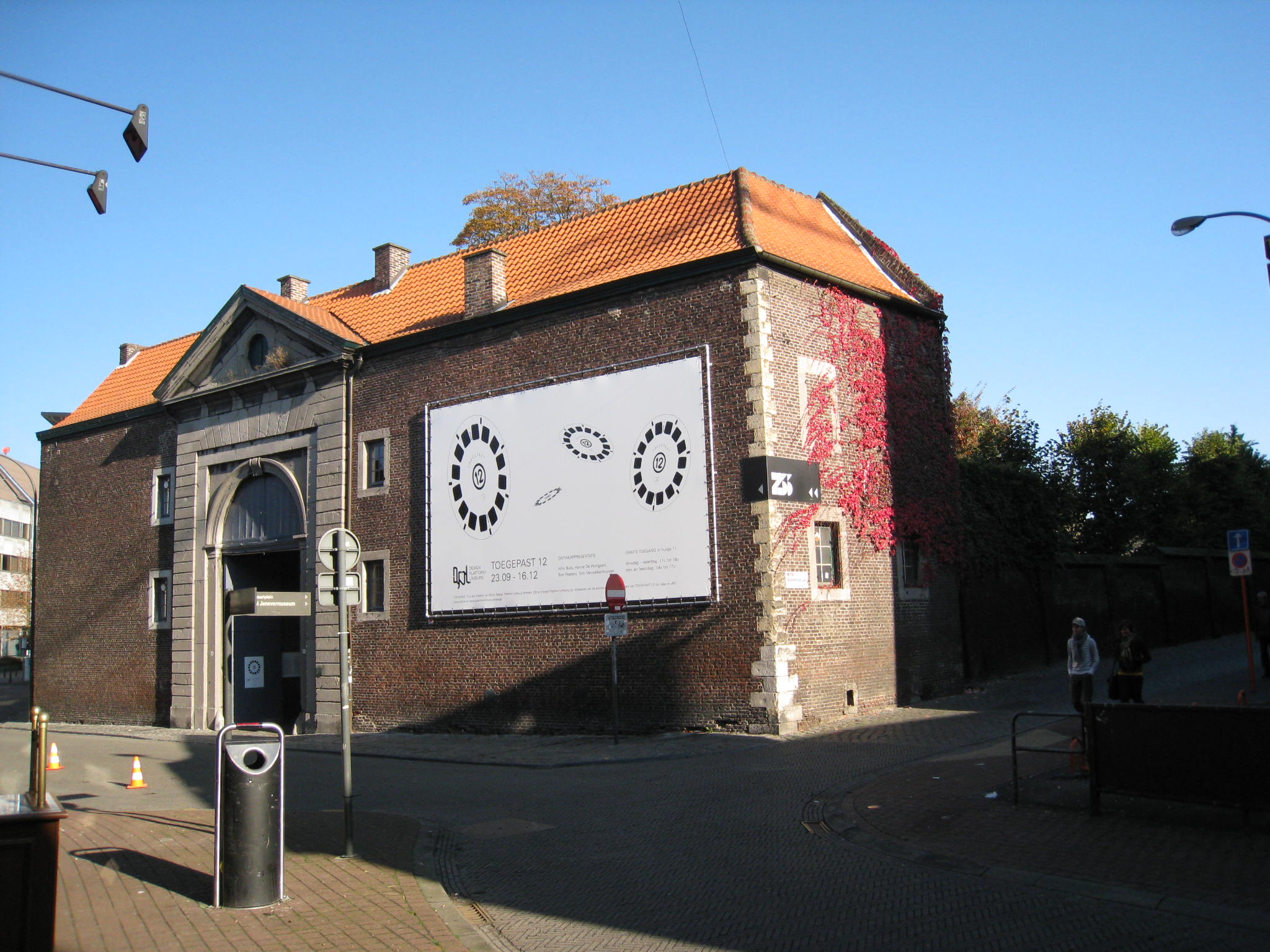
Poortgebouw van het begijnhof te Hasselt

Het begijnhof van Hasselt is er één van het zogenoemde ommuurde plein-type, noordoostelijk gelegen binnen de Groene Boulevard grenzend aan het Jenevermuseum (voormalige stokerij Theunissen) in de Witte Nonnenstraat, de Bonnefantenstraat, de Zuivelmarkt, de Badderijstraat en de bibliotheek Hasselt Limburg. Het begijnhof bestaat in zijn huidige vorm uit een V-vormige huizenreeks van dertien huizen  met voorhof gelegen rond een als tuin ingericht plein van 60 are, waarin de ruïnes van de voormalige begijnhofkerk bewaard bleven. Het huidige begijnhof vormt het derde begijnhof in de geschiedenis.

## Geschiedenis

### Eerste begijnhof (13e eeuw)
In 1245 is er voor het eerst sprake van een begijnhof. Het lag buiten de stadsmuren bij de zogenoemde Begijnenpoel en de Planckenweide. Plaatsnamen in de buurt zoals Begijnenweide herinneren aan de aanwezigheid van begijnen.Tijdens de beeldenstorm in 1567 werd het vernield, maar tijdens de 1970 1979 jaren zeventig van de 20e eeuw werd tijdens afbraakwerken aan het Virga Jessecollege Hasselt aan de Guffenslaan een waterput ontdekt. Van het begijnhof zelf werd een deel van de fundering in de vorm van houten palen teruggevonden. 

### Tweede begijnhof (16e eeuw)
Nadat prins-bisschop Gerard van Groesbeek, de orde had hersteld, vestigden de begijnen zich in 1571 binnen de stadsmuren. Eerst bewoonden zij een paar lemen huizen rond een kapel aan de rechteroever van de Nieuwe Demer. De begijnen hielden zich bezig met onderwijs aan kinderen van de gegoede burgerij en ziekenzorg. Na de slag bij Fleurus van 1625 verzorgden ze zieke pestlijders, waarbij zes begijnen zelf overleden.

### Huidige begijnhof (18e eeuw)

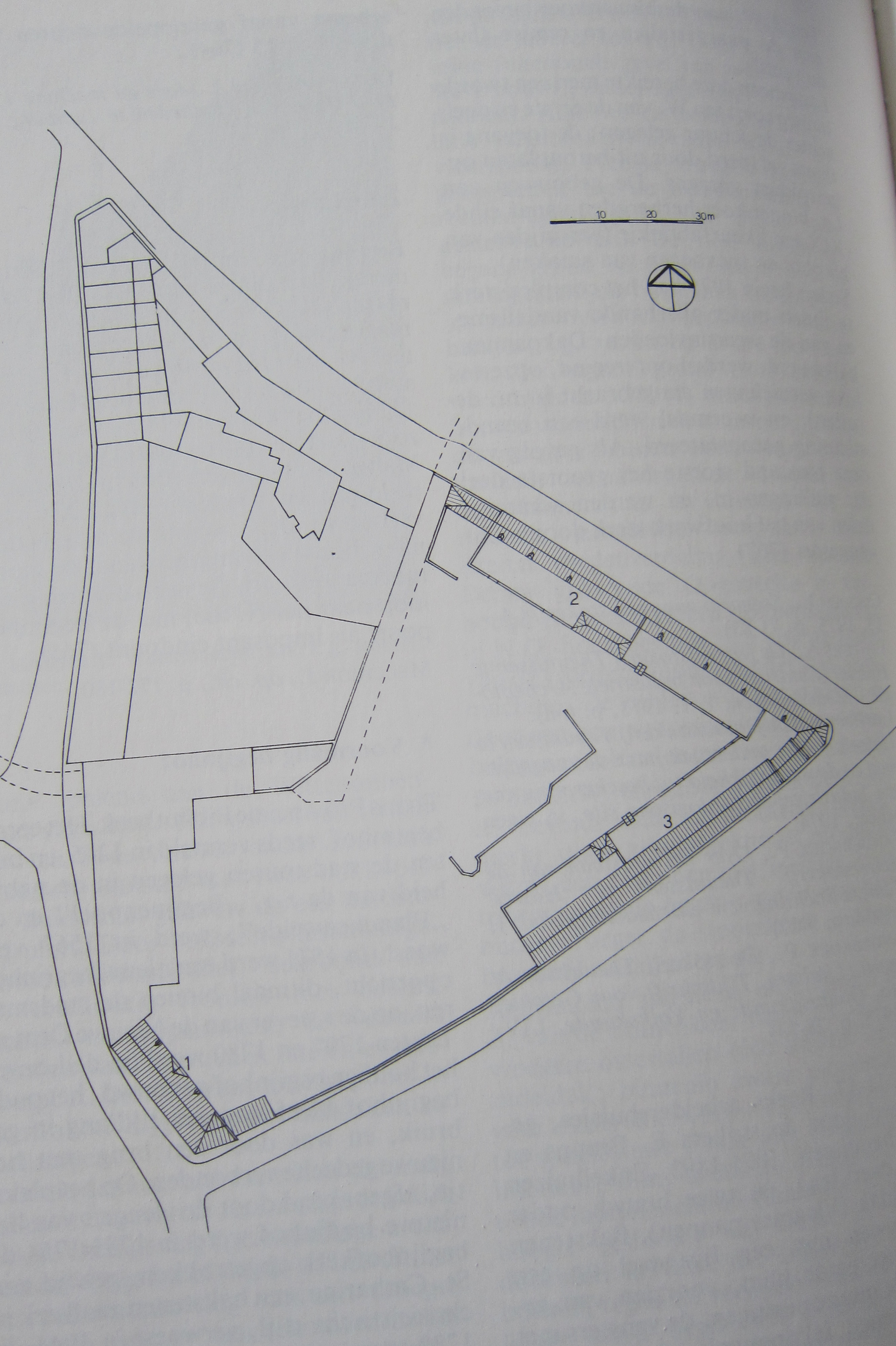
Algemeen plan voormalig begijnhof Hasselt met rechts de V-vormige begijnenhuisjes, in het midden een aanzet van de verwoeste kerk en linksonder het poortgebouw uitkomend op de Zuivelmarkt; links daarvan kunstencentrum Z33

Aan het einde van de 17e eeuw werd de behuizing te klein waarna tussen 1707 en 1780 op de linkeroever van de Nieuwe Demer een nieuw begijnhof werd gebouwd. Het oorspronkelijke begijnhof bleef nog een tijdje in gebruik en was via een brug verbonden met het nieuwe gedeelte. Het nieuwe begijnhof is op de verwoeste kerk na volledig bewaard met begijnenhuisjes in een V-vormige huizenreeks rond een pleintje. 
Tussen 1707 en 1711 werd de noordvleugel opgetrokken aan de Witte Nonnenstraat in opdracht van Anna Margaretha van Hilst (+1763). Deze acht gelijkaardige breedhuizen in de zogenoemde Maaslandse renaissance stijl omvatten twee bouwlagen onder een met pannen bekleed zadeldak. Op de kalkstenen linteel boven de inkomdeur van het uiterst links gelegen noordelijk gelegen huis prijkt het heraldiekwapen van de schenkster met als omschrijving: In azuur een ring van goud met een ingehoekt schildhoofd van goud. Op de verticale middenstijl vindt men de datum 1707 terug.
Tussen 1717 en 1762 werden de vijf zuidelijk gelegen huizen aan de Badderijstraat gebouwd in drie campagnes. Het systeem van voortuintjes met muur en kalkstenen poortjes zette men hier voort. De laatste twee huizen missen het horizontaliserende element van de doorlopende kalkstenen lintelen en raamdorpels dat voorkomt in huisjes van de noordvleugel. In 1753-54 werd de aan de heilige Catharina toegewijde classicistischezaalkerk opgetrokken op het binnenhof. Dit was afgebakend door de V-vormige vleugels van de nieuw gebouwde begijnenhuisjes waarbij het geheel aan de westzijde afgerond met een poortgebouw dat uitkomt op de Zuivelmarkt en aan de straatzijde is voorzien van een monumentale rondboogpoort omgeven door een geblokte omlijsting van kalksteen voorzien van een fronton  met oculus (1780). Aan de tuinzijde telt de gevel tien traveeën en is volledig opengewerkt via rechthoekige vensters voorzien van een vlakke kalkstenen omlijsting. De risaliet van de twee middentraveeën is bekroond met een driehoekig fronton met een oculus in een uitspringende baksteenomlijsting geflankeerd door twee gevelstenen met het jaartal A°/1780.
De komst van de Franse bezettingstroepen vanaf 1795 luidde de neergang in van het Hasselts begijnhof. In 1802 woonden er 23 begijntjes die gezelschap hadden gekregen  Cisterciënzerinnen die waren gevlucht uit de abdij van Herkenrode waarbij de kerk werd gebruikt als hooischuur. Tijdens de hele 19e eeuw kwamen er amper zes begijnen zich verstigen. In 1825 waren er nog acht en in 1856 nog drie. Rosa Margaretha Vandenhoudt was de laatste begijn van het huidige hof aan de Zuivelmarkt. Ze stierf op 14 september 1886. In 1839 werd de eigendom overgedragen aan de bisschop van Luik en in 1880 werd het bezit van het Hasselts armenbestuur (in 1881 ging de kerk op slot). Op het einde van de 19e eeuw werd het opgekocht door de Broeders van Liefde.

### Herbestemming na deTweede Wereldoorlog
In 1938 verwierf de provincie Limburg het begijnhof: de begijnenhuisjes met kleine private tuin, het poortgebouw en het binnenhof met kerk. Op 11 mei 1944 werd de centraal gelegen begijnhofkerk verwoest door een bombardement. Het enige restant is een met klimop begroeide ruïne voorzien van een plaat met een korte historische toelichting. Van 1946 tot 1979 vond de Limburgse provinciale bibliotheek een onderkomen in een aantal begijnenhuisjes. In 1959 werd het geheel uitgebreid met tentoonstellingsruimten aan de Zuivelmarkt. In 1994 werd de culturele werking toevertrouwd aan het kunstencentrum Z33 (afkorting van Zuivelmarkt 33).
Op 21 september 2016 gaf het Limburgse provinciebestuur toestemming om de begijnenhuisjes en het poortgebouw grenzend aan de Badderijstraat en de Zuivelmarkt te verkopen voor minstens 1,5 miljoen euro. Het zou mogen dienen voor private woongelegenheden waarbij het kunstencentrum kon uitbreiden aan de Bonnefantenstraat en het binnenhof met de kerkruïne moest heringericht worden als publieke ruimte. Men suggereerde ook om dit plein te ontsluiten via een bijkomende doorgang naar de Badderijstraat en de Witte Nonnenstraat en de zuidelijk gelegen huizenrij uit te breiden met nieuwe woningen. Eind januari 2017 bleek dat alleen de Universiteit Hasselt een bod had uitbracht en een visietekst voor de site opstelde in samenwerking met de Limburgse Reconversiemaatschappij. Er komt een spiegelvijver en een uitkijktoren (even hoog als de in 1944 gebombardeerde begijnhofkerktoren) en er komt plaats voor de universitaire opleiding architectuur.. in 2020 verhuisde Z33 naar de Bonnefantenstraat 1 (en opende er een nieuwe tentoonstellingsvleugel).

## Bibliografie

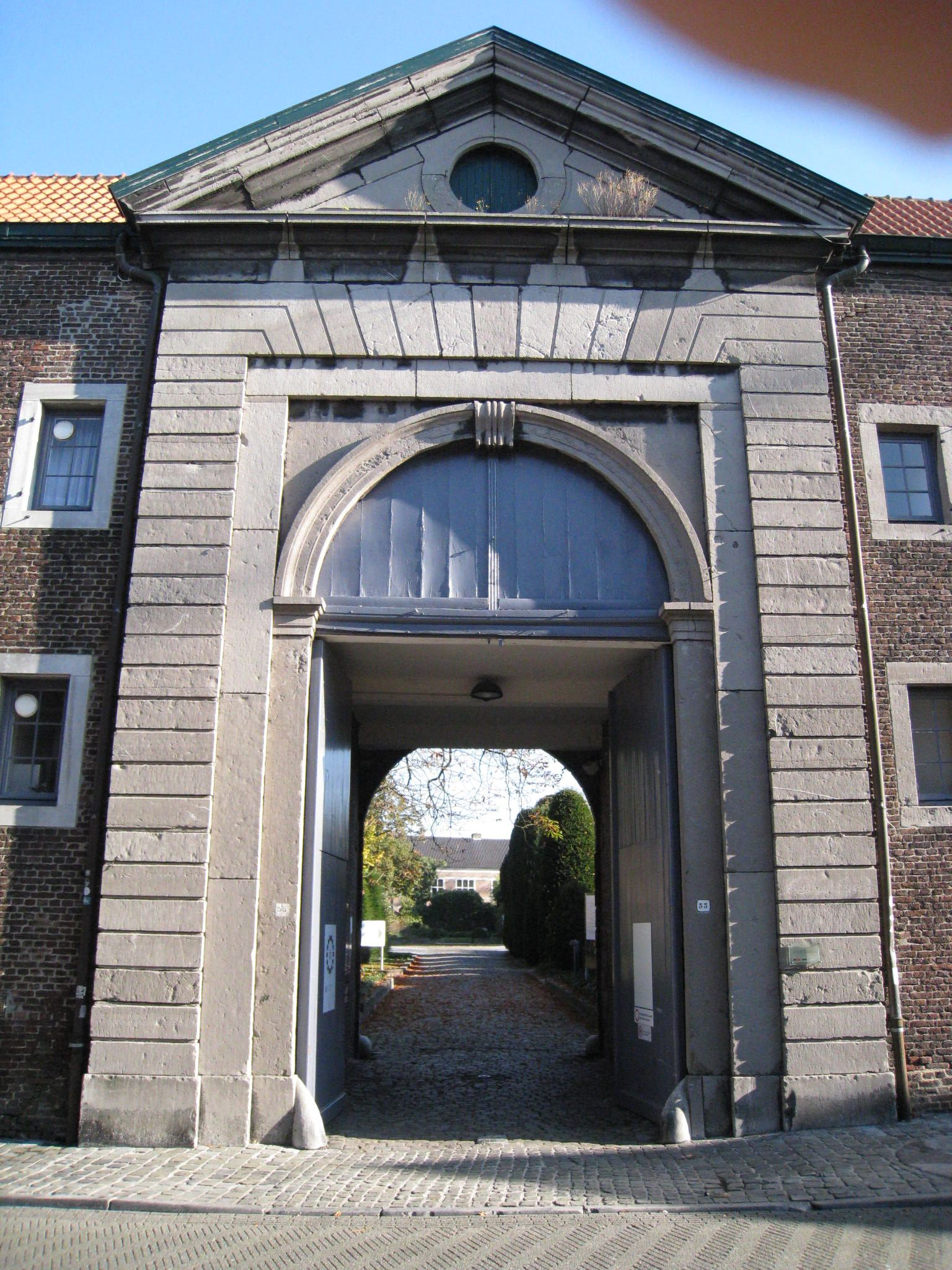
Classicistische toegangspoort vanaf Zuivelmarkt
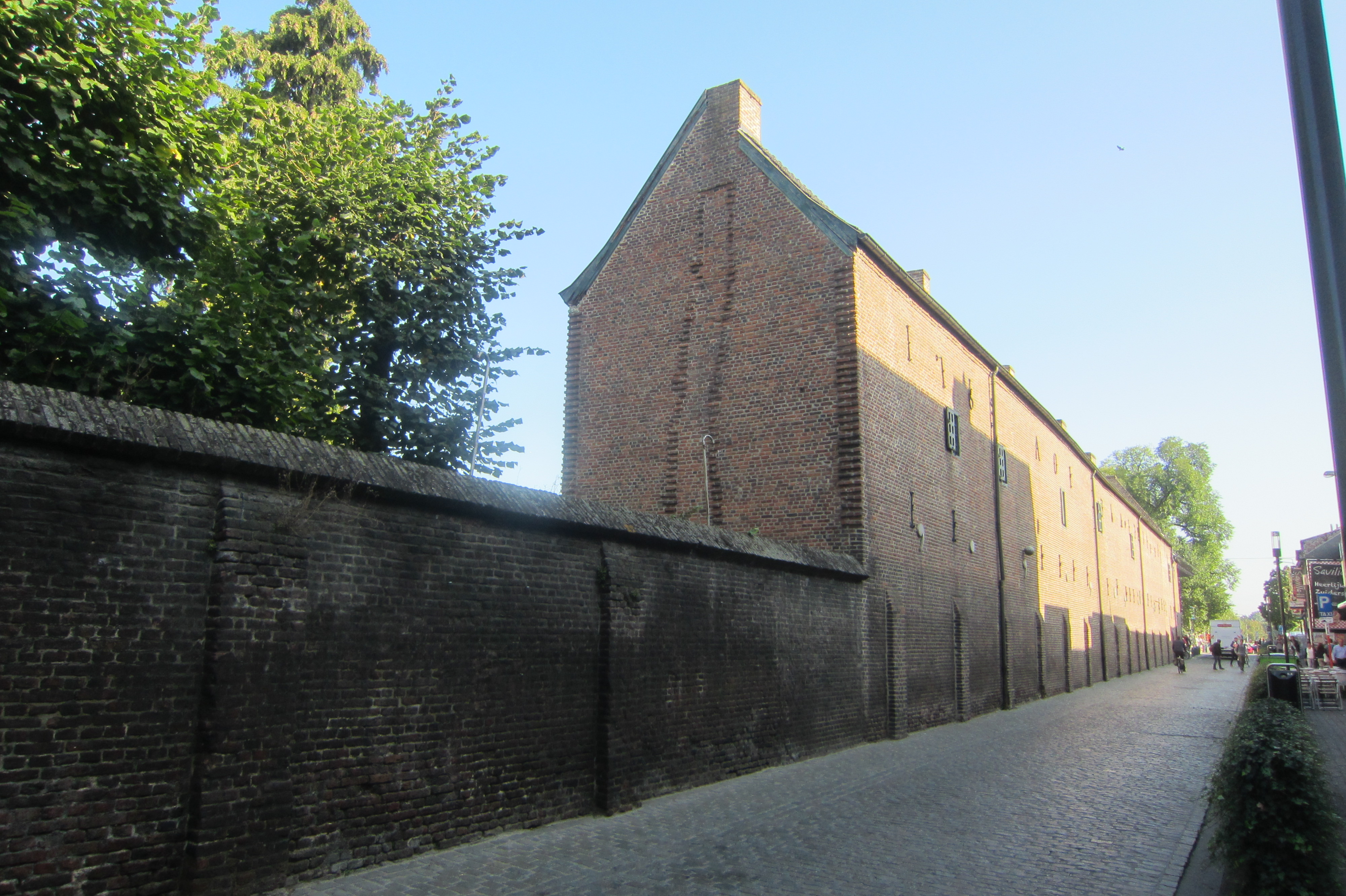
Begijnhofmuur grenzend aan de Badderijstraat
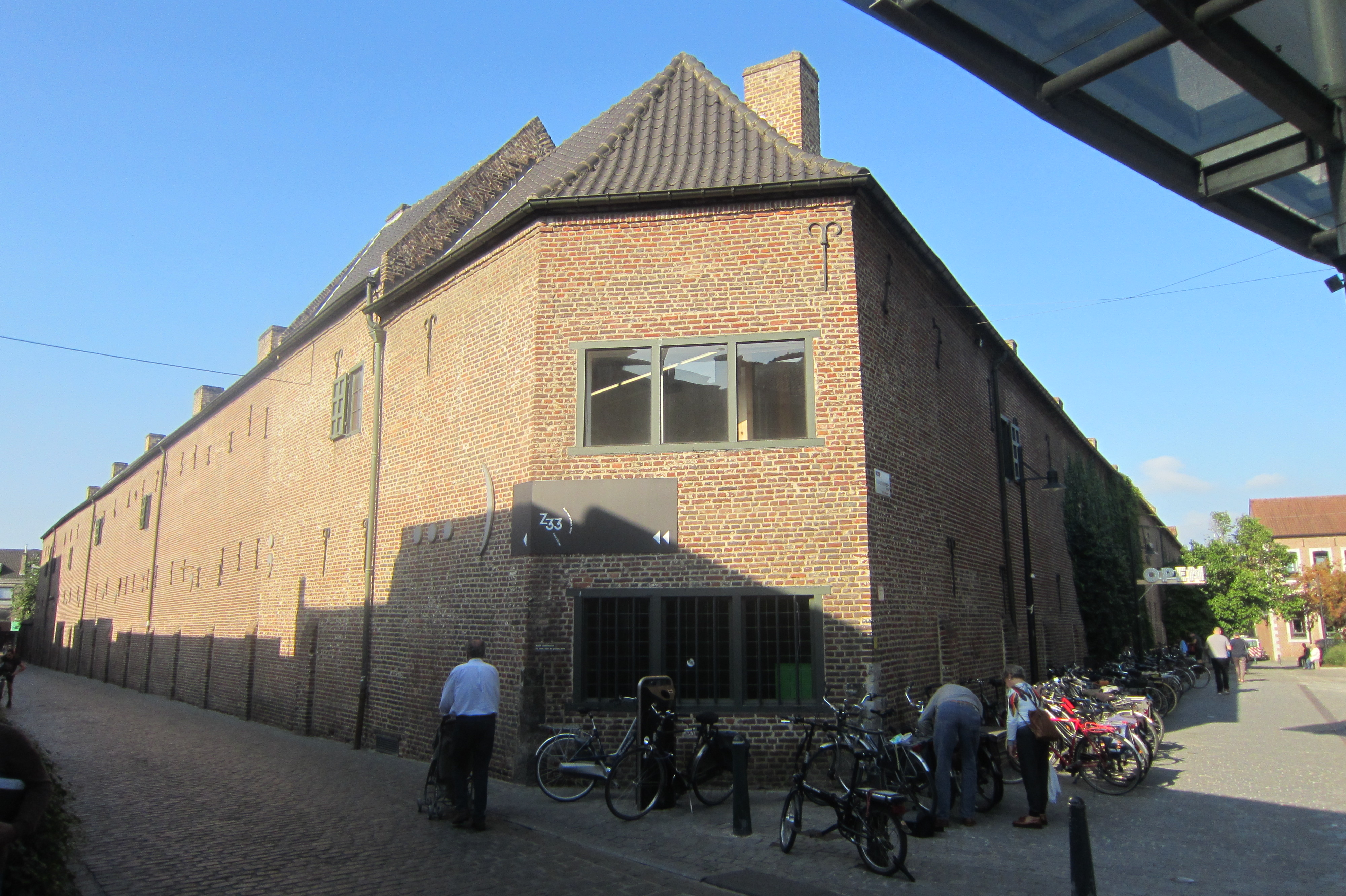
Gevel Begijnhof Hasselt, hoek Badderijstraat en Witte Nonnenstraat
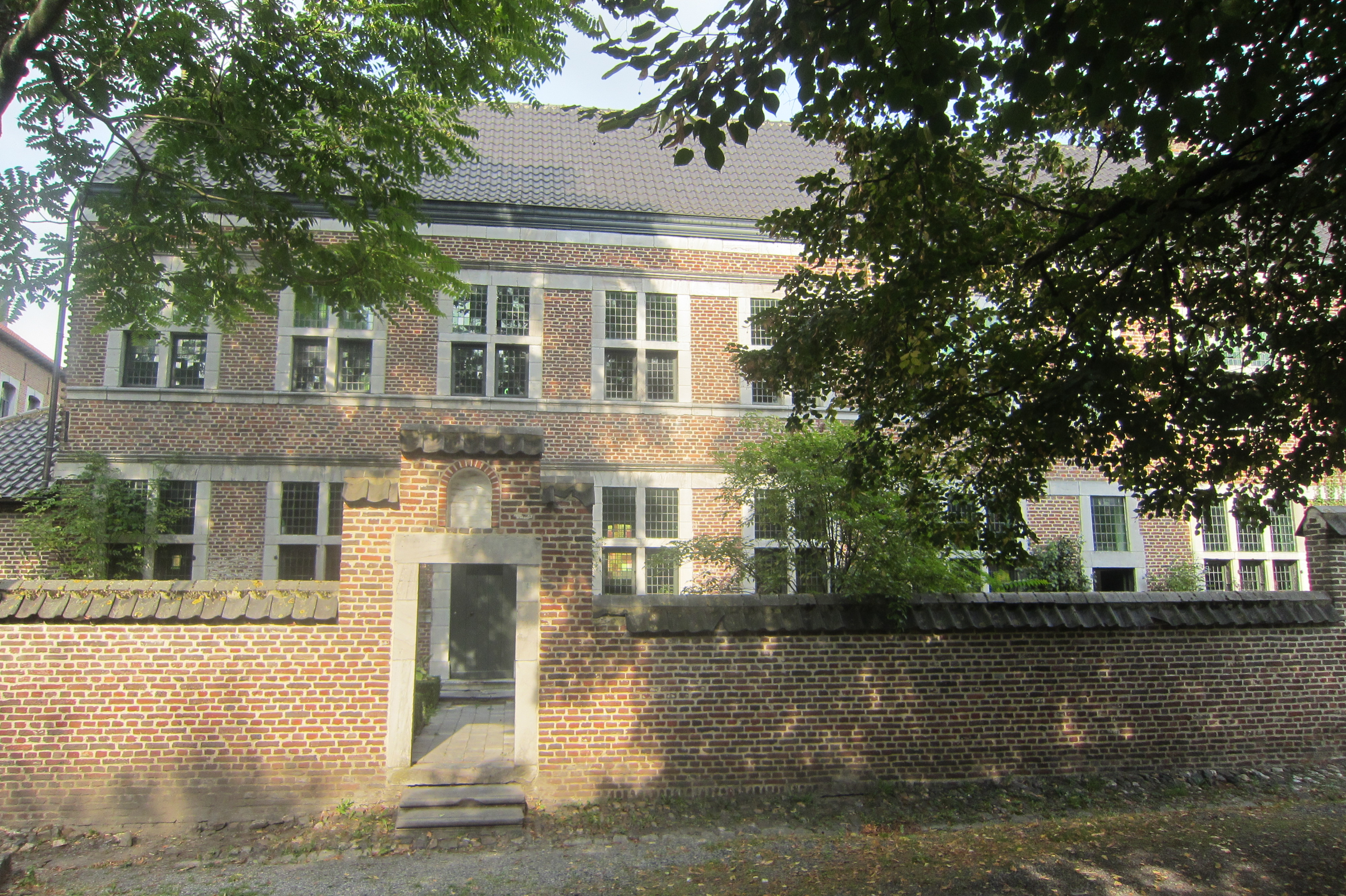
Begijnenhuisjes aan de noordzijde grenzend aan de Witte Nonnenstraat
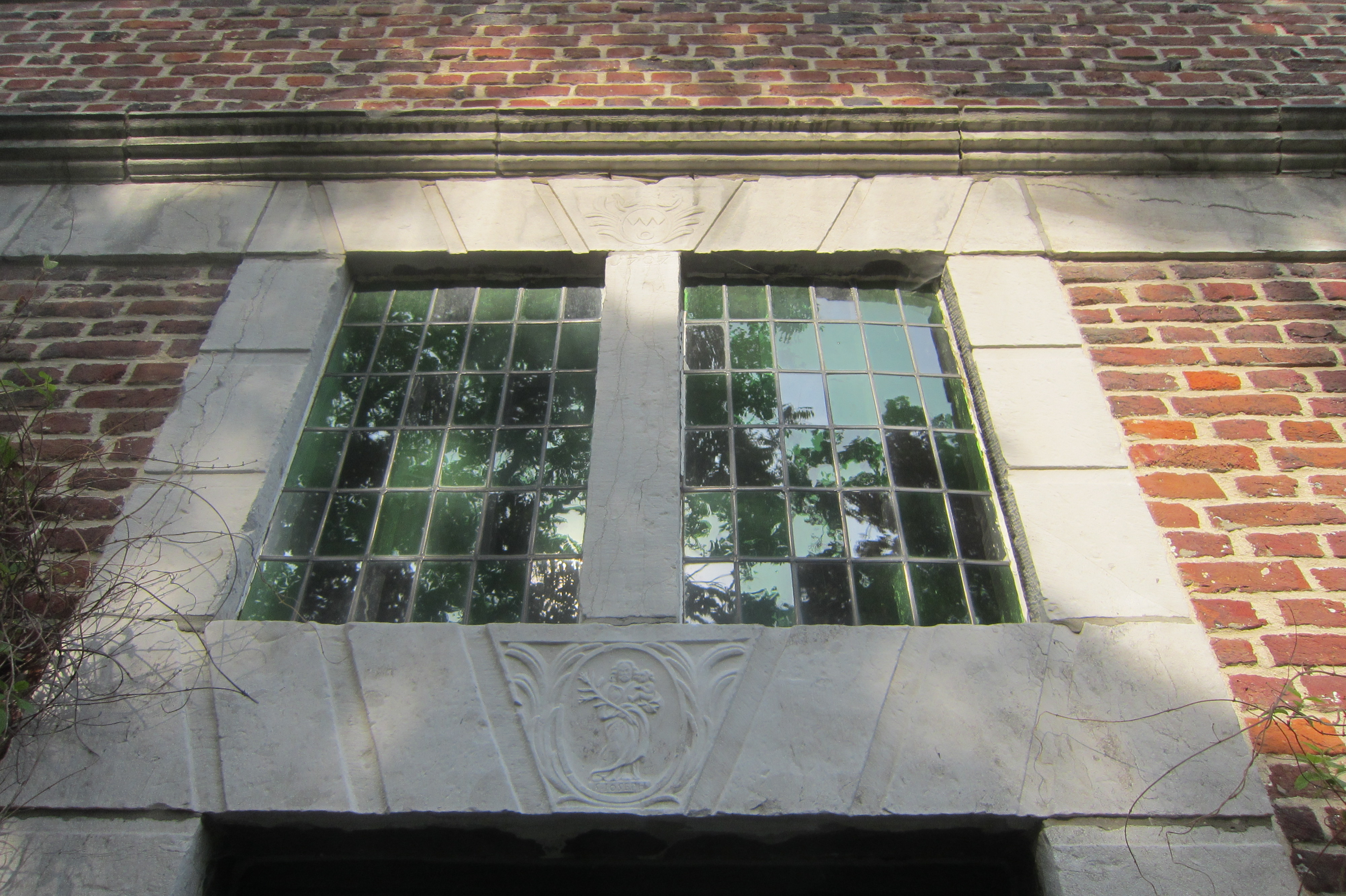
Inkom begijnenhuisje N-zijde met wapen Anna Margaretha van Hilst en datum 1707
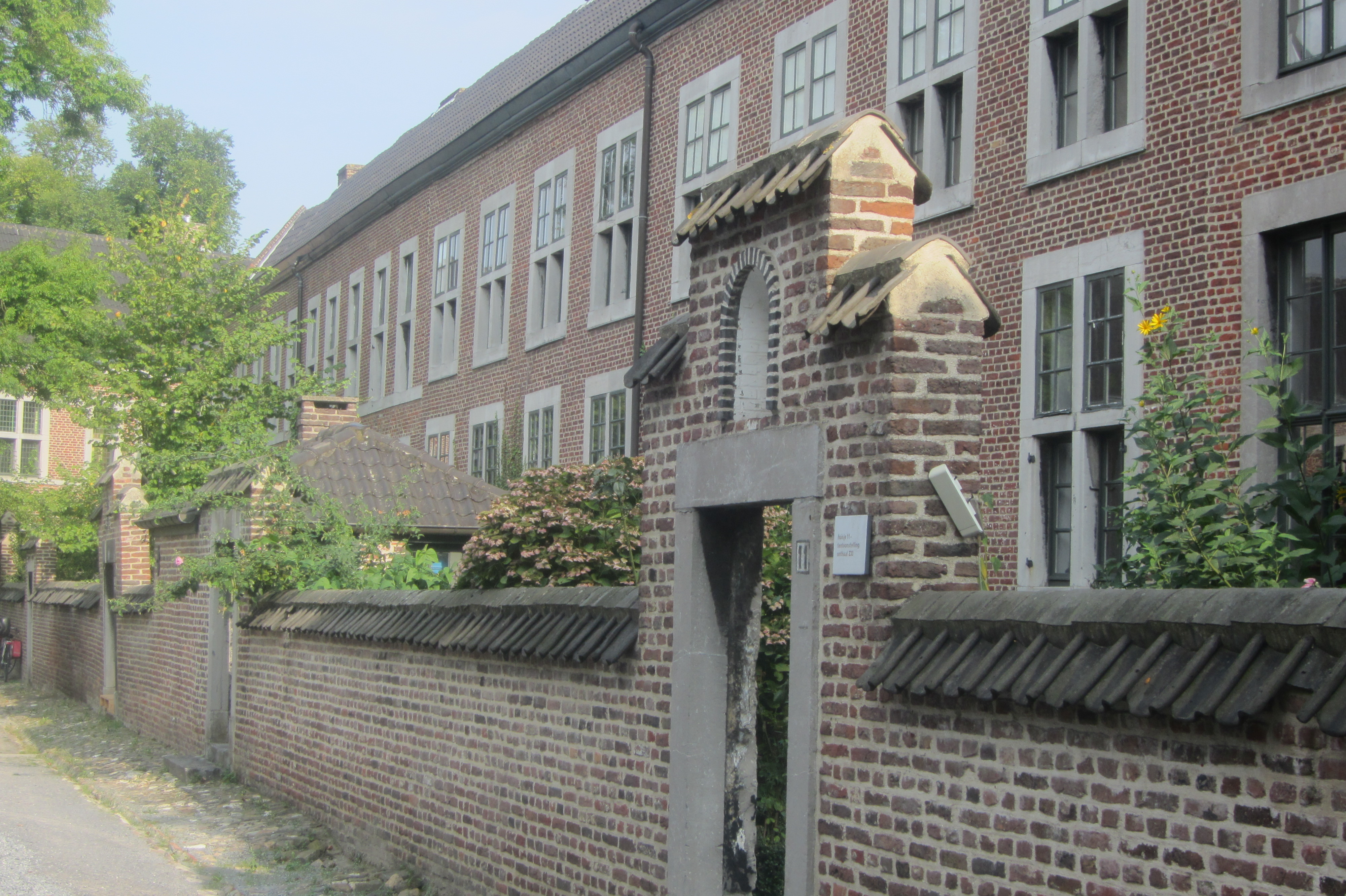
Begijnenhuisjes grenzend aan Badderijstraat
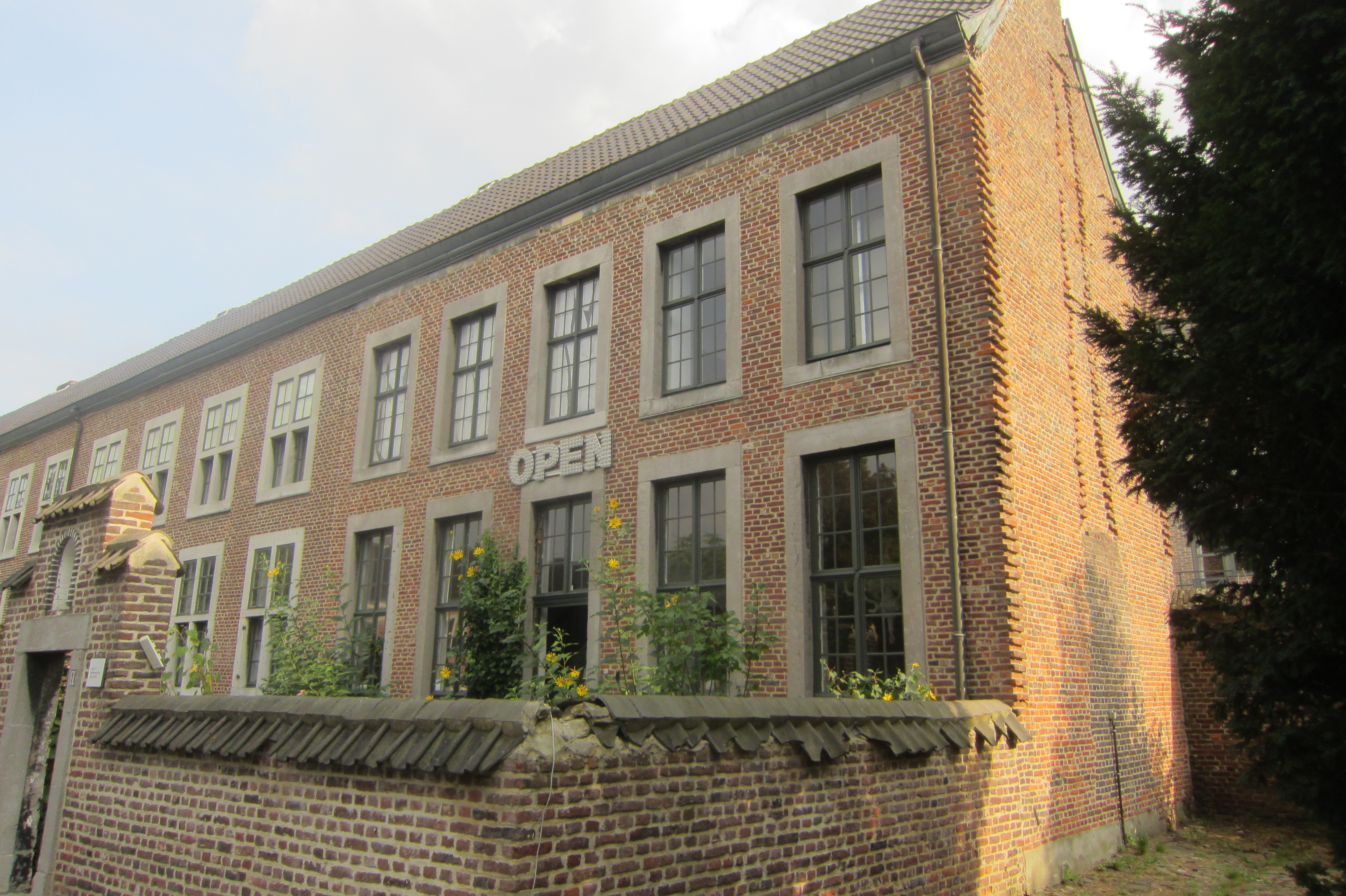
Begijnenhuisjes grenzend aan Badderijstraat met inkom Z33 en beëindigd met blinde kopse gevel
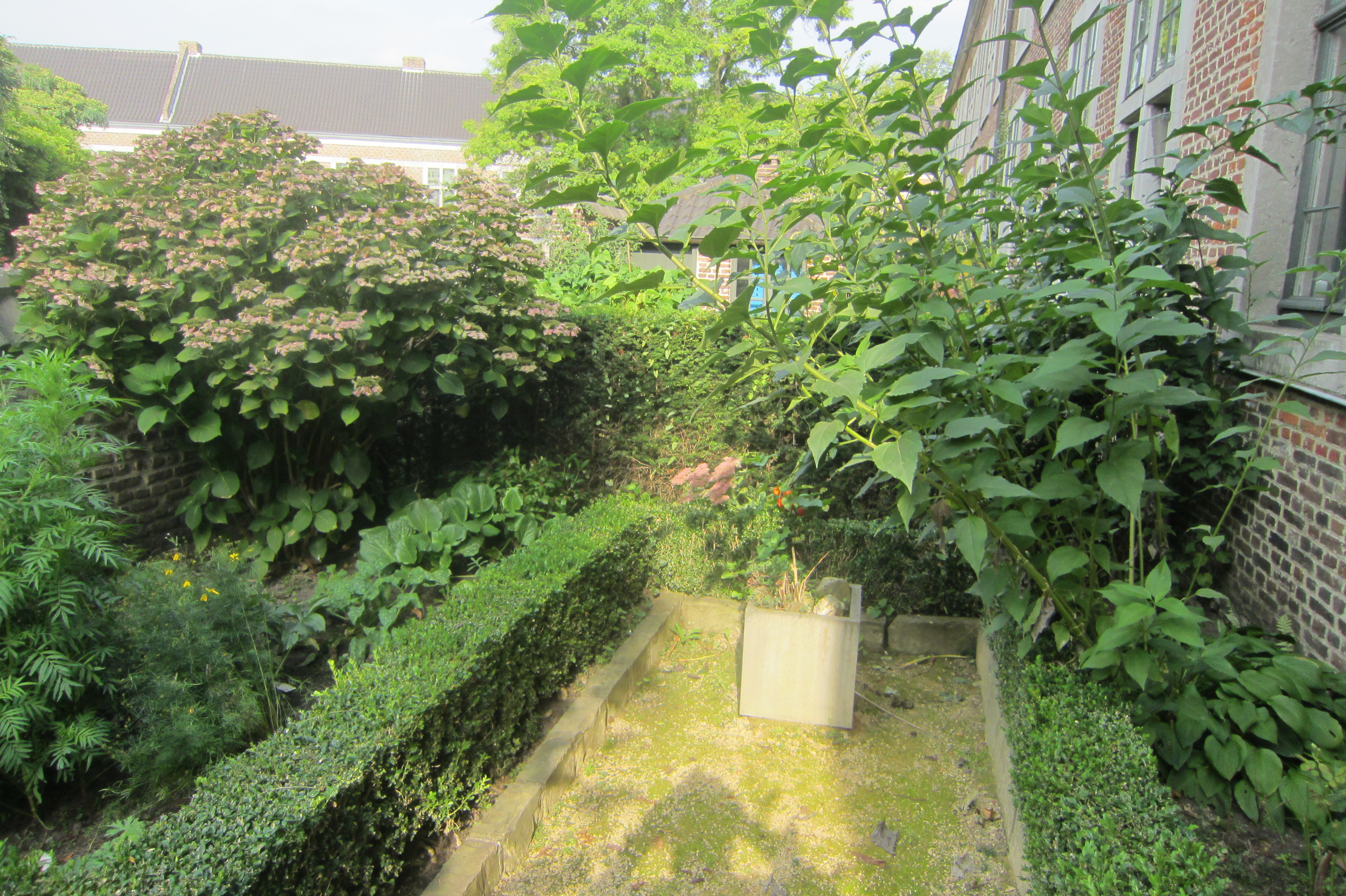
Ommuurd voorhofje met beplanting aan huizen grenzend aan Badderijstraat
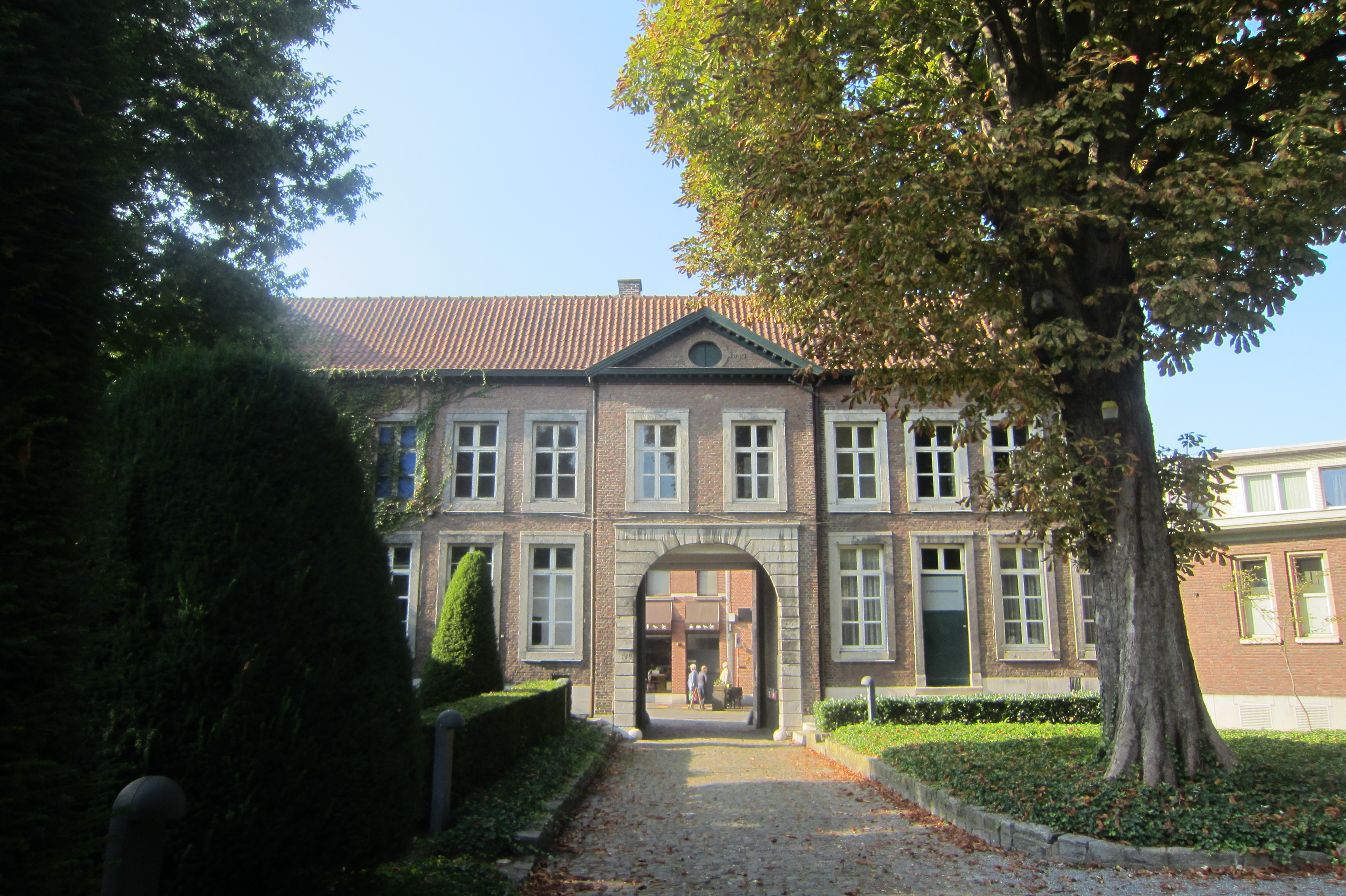
Gevel poortgebouw gezien vanaf binnenhof
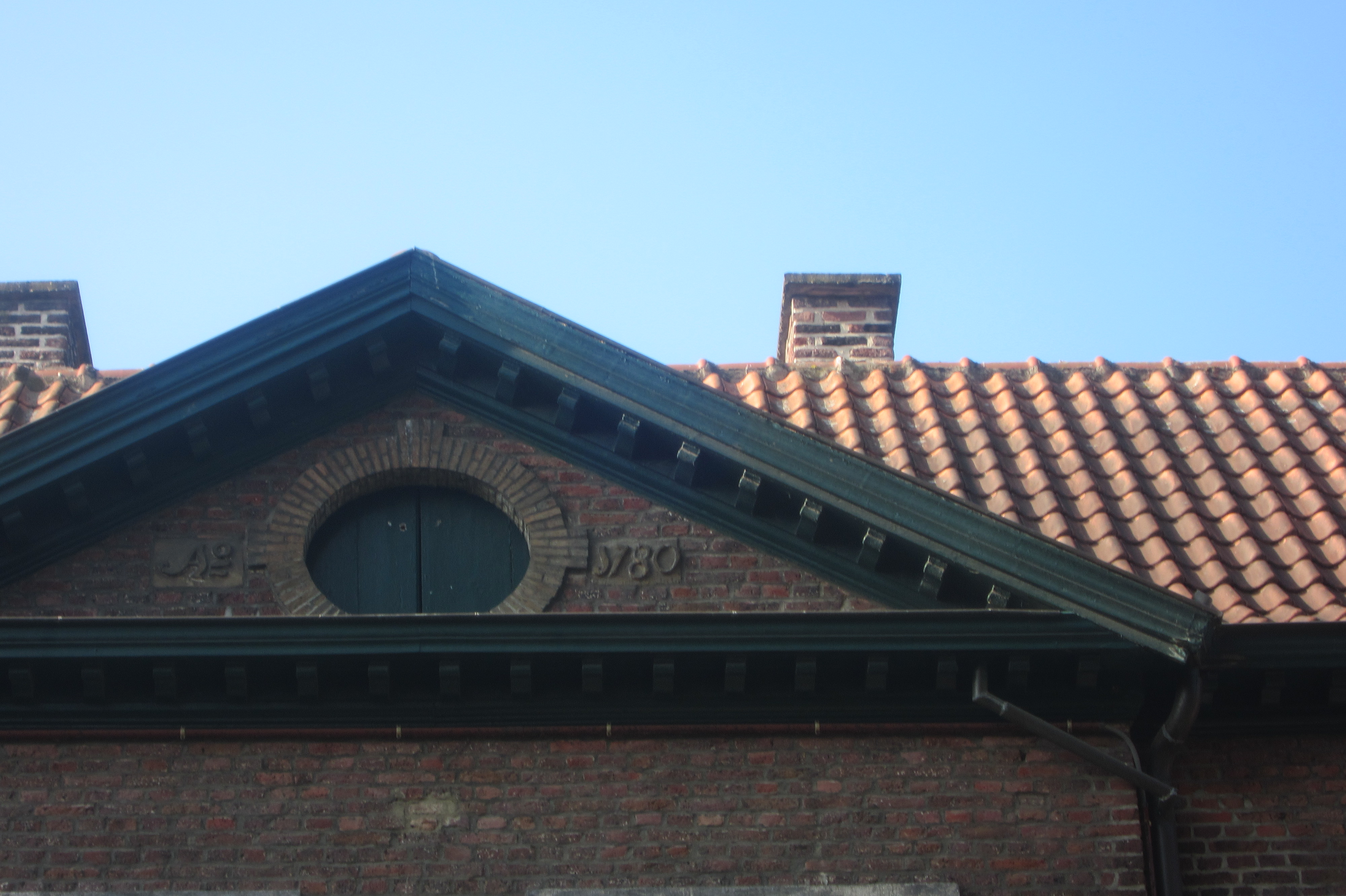
Fronton noordgevel poortgebouw met jaartal A°/1780
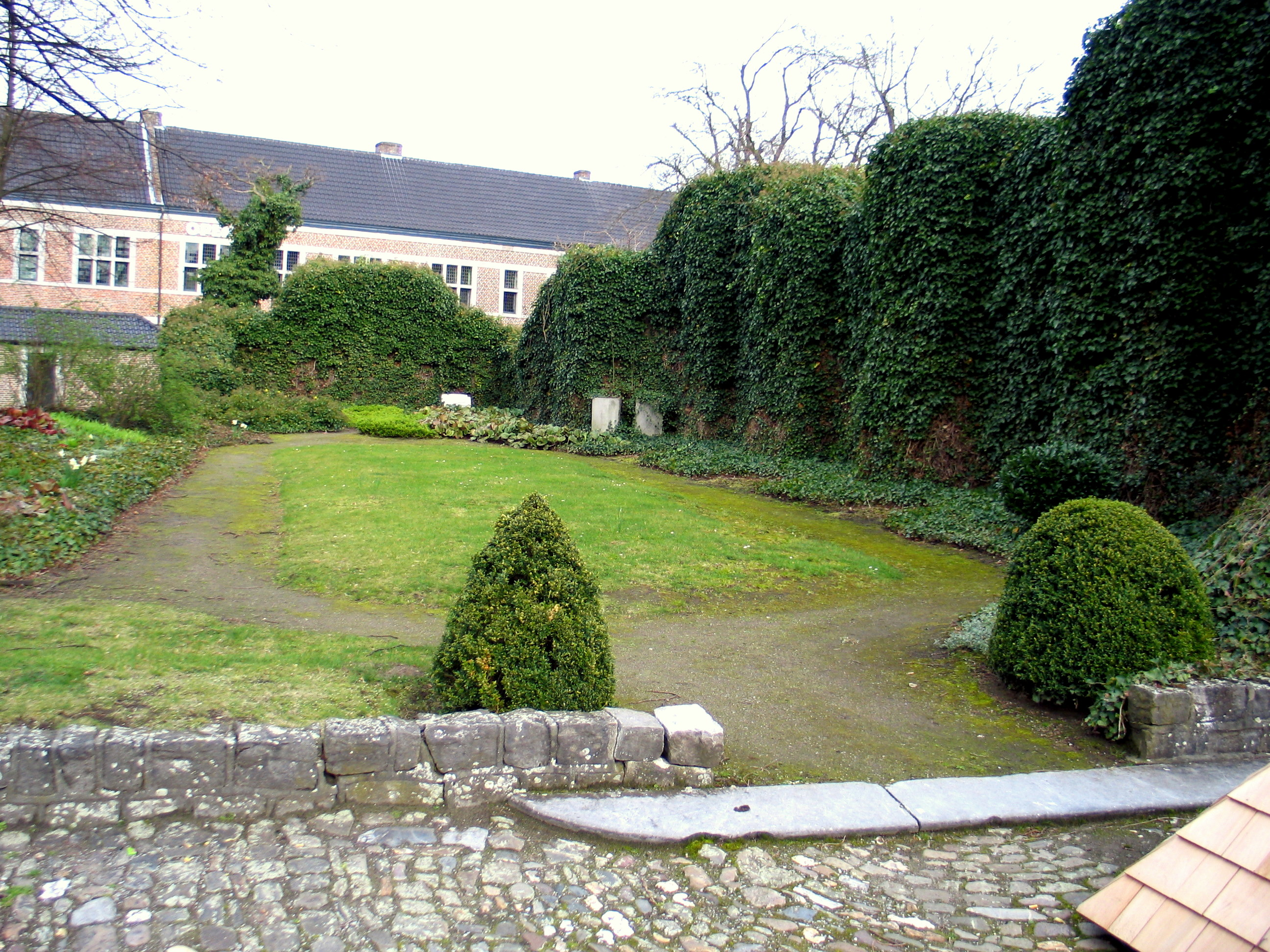
Kerkruïne
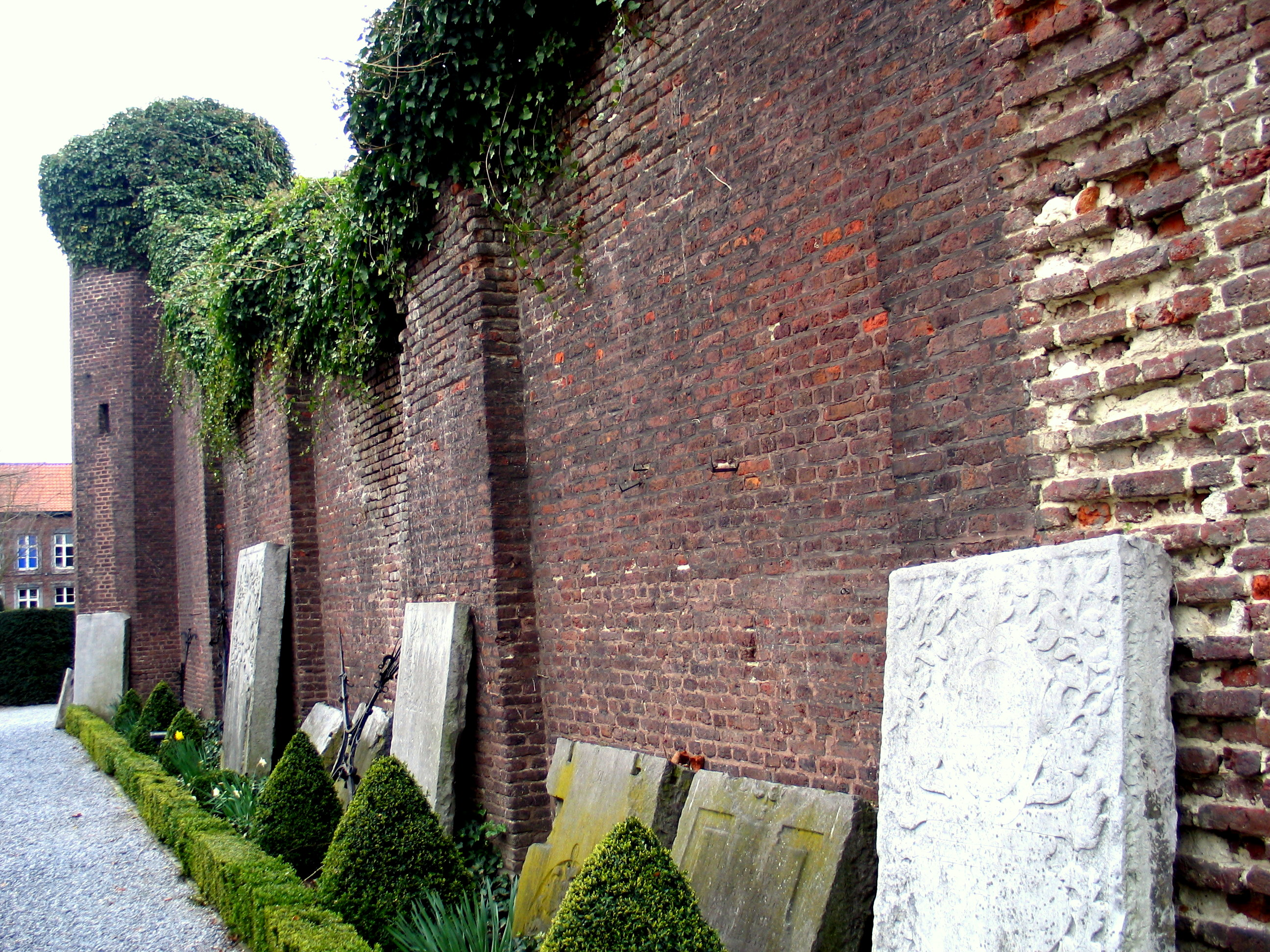
Rechterzijgevel (zuidwand) van de verwoeste Sint-Catharinakerk